# 日本の漫画雑誌

漫画雑誌が多く並べられているコンビニエンスストアの雑誌売場

日本の漫画雑誌（にほんのまんがざっし）では、日本の漫画雑誌について解説する。

## 特徴

### 増刊枠
漫画雑誌に限らず日本の雑誌は1つの雑誌コードにつき1つの増刊枠を持つことができる。
日本の漫画雑誌ではその増刊枠でタイトルの違う雑誌を実験的に創設し、ある程度様子を見た後、商業的に継続可能な場合新しい雑誌コードを取得し独立創刊させる方法が一般的になっている。

### 再生紙
日本の漫画雑誌の多くは古紙を再生させた紙を使用している。その時、元の紙から印刷されたインクを取り除くことが困難なため再生紙に色をつけている。

### 再録雑誌
雑誌はそのほとんどが初めて発表された作品で構成された雑誌だが、既に他で発表された作品を再収録することを目的とした雑誌も存在する。女性向け漫画誌には再録中心の雑誌も多く存在しており、全て初掲載の雑誌の表紙に「オール新作」を表示するのは再録中心の雑誌と区別するためである。今ではそのほとんどが初出作品である『月刊コロコロコミック』も創刊当初は小学館の学習雑誌で掲載された『ドラえもん』の再録・総集編的意味合いの濃い雑誌であった。

## 歴史的変化

### 平綴じから無線綴じへ
日本の漫画雑誌は1970年代までは針金を使った平綴じを中心に製本されていた。その後、製本技術の発展により針金を用いない無線綴じで製本されるようになった。ただ広義的・伝統的意味合いなどから今でも平綴じで製本されている、と表現されることがある。

### 二色刷りの減少
日本の漫画雑誌は、過去には巻頭の4色カラーページと黒一色のページの間、巻末などに黒に赤を加えた二色刷りで書かれたページが多く存在していた。しかし2001年前後を境に減少傾向にある。

### 販売額の減少
日本の漫画雑誌の販売額は、1995年の3357億円ピークに1996年以降下降している。

## 区分
日本における漫画雑誌には、対象となる購読者の層にあわせて少年コミック誌・少女コミック誌・青年コミック誌（男性向けコミック誌）・女性コミック誌（レディースコミック誌）・成年向け漫画誌などに区別され、ジャンルごとにボーイズラブコミック誌などに区分される。
読者層の高齢化とジャンルの多様化によって年齢・性別では区別できない。
一般的には内容による判断以外では、
雑誌タイトル
雑誌、および雑誌連載作品がまとめられた単行本のサイズ（少年・少女向けの場合、サイズが小さいものが多い）。
平綴じ（無線綴じ）か中綴じか（平綴じの雑誌は少年・少女・女性向けの場合が多い）。
漢字にルビがあるかどうか
などによって判断される。
また、刊行頻度は週刊・隔週刊・月2回刊・月刊・隔月刊・季刊などに分かれる。
以下の一覧では
- 出版社が「&」で区切られて連続で2社記載されている場合は、前者が発行所で後者が発売元を示す。
- 記載方法は刊行開始順に明記するが、増刊枠で刊行している雑誌に関しては増刊元と併記。ただし、増刊元雑誌とジャンルが異なる場合は単独で表記する。

## 少年向けコミック誌

### 週刊誌およびその増刊誌
- 週刊少年マガジン（講談社 1959- 毎週水曜日発売）
- 週刊少年サンデー（小学館 1959- 毎週水曜日発売）
  - 週刊少年サンデーS（2012- 毎月25日発売）
- 週刊少年ジャンプ（集英社 1968- 毎週月曜日発売）
  - ジャンプGIGA（2016-）
- 週刊少年チャンピオン（秋田書店 1969- 毎週木曜日発売）

### 月刊・隔月刊誌およびその増刊誌
- 月刊少年マガジン（講談社 1964- 毎月6日発売）
- 月刊少年チャンピオン（秋田書店 1970- 毎月6日発売）
- 月刊コロコロコミック（小学館 1977- 毎月15日発売）
- 別冊コロコロコミックSpecial（小学館 1981- 2023）隔月刊
- 月刊少年ガンガン（スクウェア・エニックス 1991- 毎月12日発売）
- 月刊Gファンタジー（スクウェア・エニックス 1993- 毎月18日発売）
- 月刊コミック電撃大王（KADOKAWA 1994- 毎月27日発売）
- 月刊少年エース（KADOKAWA 1994- 毎月26日発売）
- 月刊ドラゴンエイジ（KADOKAWA 2003- 毎月9日発売）
  - ヤングドラゴンエイジ（2017- ）
- コロコロイチバン!（小学館 2005- 毎月21日発売）
- 月刊ComicREX（一迅社&講談社 2005- 毎月27日発売）
- 月刊少年シリウス（講談社 2005- 毎月26日発売）
- ジャンプスクエア（集英社 2007- 毎月4日発売）
  - ジャンプSQ.RISE（2018-）季刊
- 別冊少年マガジン（講談社 2009- 毎月9日発売）
- ゲッサン（小学館 2009- 毎月12日発売）
- 月刊ガンガンJOKER（スクウェア・エニックス 2009- 毎月22日発売）
- 最強ジャンプ（集英社 2010- 毎月4日発売）※週刊少年ジャンプ増刊
- 別冊少年チャンピオン（秋田書店 2012- 毎月12日発売）
- 月刊コミックガーデン（マッグガーデン 2014- 毎月5日発売)

## 男性向けコミック誌

### 週刊誌およびその増刊誌
- 週刊漫画TIMES（芳文社 1956- 毎週金曜日発売）
- 週刊漫画ゴラク（日本文芸社 1967- 毎週金曜日発売）
  - コミックヘヴン（2012- 偶数月9日発売）
- 週刊ヤングジャンプ（集英社 1979- 毎週木曜日発売）
- 週刊ヤングマガジン（講談社 1980- 毎週月曜日発売）
  - 月刊ヤングマガジン（1999- 毎月20日発売）
- ビッグコミックスピリッツ（小学館 1980- 毎週月曜日発売）
  - 月刊!スピリッツ（2009- 毎月27日発売）
- モーニング（講談社 1982- 毎週木曜日発売）

### 月2回刊誌およびその増刊誌
- 漫画アクション（双葉社 1967-2003,2004- 毎月第1第3火曜日発売）
- ビッグコミック（小学館 1968- 毎月10日25日発売）
  - ビッグコミック増刊号（1997-）年5回刊
- ビッグコミックオリジナル（小学館 1972- 毎月5日20日発売）
  - ビッグコミックオリジナル増刊（1997-）隔月刊
- ビッグコミックスペリオール（小学館 1987- 毎月第2第4金曜日発売）
- ヤングキング（少年画報社 1987- 毎月第2第4月曜日発売）
- ヤングチャンピオン（秋田書店 1988- 毎月第2第4火曜日発売）
  - ヤングチャンピオン烈（2006- 毎月第3火曜日）
  - 別冊ヤングチャンピオン（2014- 毎月第1火曜日）
- ヤングアニマル（白泉社 1992- 毎月第2第4金曜日発売）
  - ヤングアニマルZERO（2019-）隔月刊
- ヤングガンガン（スクウェア・エニックス 2004- 毎月第1第3金曜日発売）
  - 月刊ビッグガンガン（2007- 毎月25日発売）
- グランドジャンプ（集英社 2011- 毎月第1第3水曜日発売）
  - グランドジャンプめちゃ（2017- 奇数月第4水曜日発売）
  - グランドジャンプむちゃ（2018- 偶数月第4水曜日発売）

### 月刊誌およびその増刊誌
- ヤングコミック（少年画報社 1967-1988,1990- 毎月10日発売）
- 月刊アフタヌーン（講談社 1987- 毎月25日発売）
  - good!アフタヌーン（2008- 毎月7日発売）
- ヤングキングアワーズ（少年画報社 1993- 毎月30日発売）
- ウルトラジャンプ（集英社 1995- 毎月19日発売）
- コミックビーム（KADOKAWA 1995- 毎月12日発売）
- コミックフラッパー（KADOKAWA 1999- 毎月5日発売）
  - コミックアルナ（2022- 毎月中旬頃発売）
- 月刊サンデージェネックス（小学館 2000- 毎月19日発売）
- チャンピオンRED（秋田書店 2002- 毎月19日発売）
- コミック百合姫（一迅社&講談社 2005- 毎月18日発売）
- 電撃マオウ（KADOKAWA 2005- 毎月27日発売）
- 月刊コンプエース（KADOKAWA 2005- 毎月26日発売）
- 月刊コミックアライブ（KADOKAWA 2006- 毎月27日発売）
- まんがタイムきららフォワード（芳文社 2006- 毎月24日発売）
- 月刊ヤングキングアワーズGH（少年画報社 2006- 毎月16日発売）
- ヤングエース（KADOKAWA 2009- 毎月4日発売）
- 月刊コミックゼノン（コアミックス 2010- 毎月25日発売）

### パチンコ・パチスロ漫画誌
- 漫画パチンカー（ガイドワークス 1989- 偶数月27日発売）
- 別冊パチスロパニック7（ガイドワークス 2000- 奇数月26日発売）
- パニック7ゴールド（ガイドワークス 2002- 偶数月17日発売）

### 歴史・時代劇漫画誌
- コミック乱（リイド社 1998- 毎月27日発売）
- コミック乱ツインズ（リイド社 2001- 毎月13日発売）

### 麻雀漫画誌
- 近代麻雀（竹書房 1979- 毎月1日発売）

### 釣り漫画誌
- つりコミック（辰巳出版 1996- 毎月12日発売）

### ガンダム専門漫画誌
- ガンダムエース（KADOKAWA 2001- 毎月26日発売）

### 劇画誌
- 劇漫スペシャル（竹書房 2004- 毎月14日発売）
- 漫画ボンジュール（大都社 2019- 偶数月25日発売）

### ライトアダルトコミック誌
- アクションピザッツ（双葉社 1991-）
- MEN'S GOLD（リイド社 2003-）※2008年実話誌からリニューアル

### 成年コミック誌
- ペンギンクラブ（辰巳出版 1986- 毎月30日発売）
- COMIC快楽天（ワニマガジン社 1994- 毎月29日発売）
- COMIC快楽天BEAST（ワニマガジン社 2005- 毎月14日発売）
- COMIC AUN（アウン）（ヒット出版社 1996- 偶数月28日発売）
- Masyo（三和出版 1996- 偶数月24日発売）
- ANGEL倶楽部（エンジェルクラブ）（エンジェル出版 1998- 毎月30日発売）
- COMIC夢幻転生（ティーアイネット 1999- 毎月5日発売）
- COMIC MILF（ティーアイネット 2011- 偶数月22日発売）
- COMIC真激（クロエ出版 2001- 毎月24日発売）
- COMIC LO（茜新社 2002年- 偶数月21日発売）
  - 永遠娘（とわこ）（2016-）※増刊誌
- コミックアンリアル（キルタイムコミュニケーション 2006- 奇数月12日発売）
- COMIC HOTMILK（コアマガジン 2007- 毎月2日発売）
- Comicアンスリウム（ジーオーティー 2013年- 毎月13日発売）
  - COMIC E×E（ジーオーティー 2016-）※増刊誌
- COMIC BAVEL（文苑堂 2014年- 毎月22日発売）
- コミック Mate L（一水社 2014年- ）※2019年6月に増刊扱いから独立創刊
- COMIC快艶（ジーウォーク  2023年- ）※増刊誌

## 少女向けコミック誌

### 月2回刊誌およびその増刊誌
- マーガレット（集英社 1963- 毎月5日20日発売）月2回刊
- Sho-Comi（小学館 1968- 毎月5日20日発売）月2回刊
  - Sho-Comi増刊 隔月刊
- 花とゆめ（白泉社 1974- 毎月5日20日発売）月2回刊
  - ザ花とゆめ（1999-）季刊

### 月刊誌およびその増刊誌
- なかよし（講談社 1954- 毎月3日発売）
- 別冊フレンド（講談社 1965- 毎月13日発売）
- りぼん（集英社 1955- 毎月3日発売）
  - りぼんスペシャル（1990-）
- 別冊マーガレット（集英社 1964- 毎月13日発売）
- ベツコミ（小学館 1970- 毎月13日発売）
  - デラックスベツコミ 隔月刊
- ちゃお（小学館 1972- 毎月3日発売）
- 月刊プリンセス（秋田書店 1974- 毎月6日発売）
- LaLa（白泉社 1976- 毎月24日発売）
- ミステリーボニータ（秋田書店 1988- 毎月6日発売）
- Cheese!（小学館 1996- 毎月24日発売）
  - プレミアCheese!（2016-）隔月刊
- 月刊コミックジーン（KADOKAWA 2011- 毎月15日発売）

#### 隔月刊誌およびその増刊誌
- LaLa DX（白泉社 1983- 偶数月10日発売）隔月刊
- ちゃおデラックス（小学館 2014- 奇数月20日発売）隔月刊
  - ちゃおデラックスホラー（2009-）
- ASUKA（KADOKAWA 1985- 奇数月24日発売）

## 女性向けコミック誌

### 月2回刊誌およびその増刊誌
- ハーレクイン（ハーパーコリンズ・ジャパン 2009-　毎月6日21日）月2回刊
  - 別冊ハーレクイン（2009-）隔月刊
  - 増刊ハーレクイン（2010-）隔月刊

### 月刊誌およびその増刊誌
- プチコミック（小学館 1977- 毎月8日発売）
  - プチコミック増刊号（1978-）季刊
  - 姉系プチコミック（2010-）隔月刊
- BE・LOVE（講談社 1980-毎月1日発売）
- Eleganceイブ（秋田書店 1984- 毎月26日発売）
  - 恋愛LoveMAX（ラブマックス）（秋田書店 1999- 奇数月6日発売）※Eleganceイブ増刊、隔月刊
- オフィスユー（集英社クリエイティブ&集英社 1985- 毎月23日発売）
- JOUR（双葉社 1985- 毎月2日発売）
  - ミステリーJOUR（双葉社 1986-）※JOUR増刊、不定期刊
- 恋愛白書パステル（宙出版 1985- 毎月24日発売）
- フォアミセス（秋田書店 1986- 毎月3日発売）
- FEEL YOUNG（祥伝社 1989- 毎月8日発売）
- Cocohana（集英社 1992- 毎月28日発売）
- Kiss（講談社 1992- 毎月25日発売）
- デザート（講談社 1996- 毎月24日発売）
- まんがグリム童話（ぶんか社 2000- 毎月29日発売）
- 波瀾万丈の女たち（ぶんか社 2001- 毎月17日発売）
- ほんとうに泣ける話（ぶんか社 2001- 毎月19日発売
- 15の愛情物語（メディアックス 2003-2007年内復刊- 毎月23日発売）
- 月刊flowers（小学館 2002- 毎月28日発売）
  - 増刊flowers（2012-）季刊
- コミックZERO-SUM（一迅社&講談社 2002- 毎月28日発売）
- サクラミステリーデラックス（メディアックス　2005-2007年内復刊- 毎月6日発売）
- ミステリーサラ（青泉社 2007- 毎月13日発売）
- ミステリーブラン（青泉社 2007- 毎月3日発売）
- ハーレクインオリジナル（ハーパーコリンズ・ジャパン 2008- 毎月11日発売）

### 年10回刊誌
- COMIC Be（ふゅーじょんぷろだくと 2011-）年10回刊

### 隔月刊誌およびその増刊誌
- ウィングス（新書館 1982- 偶数月28日発売）隔月刊
- サクラ愛の物語（メディアックス 1989-2007年内復刊- 奇数月11日発売）
- あなたが体験した怖い話（ぶんか社 1995- 奇数月24日発売）隔月刊
- MELODY（白泉社 1996- 偶数月28日発売）隔月刊
- Cookie（集英社 1999- 奇数月26日発売）隔月刊
- 15の愛情物語スペシャル（メディアックス 2004- 偶数月6日発売）隔月刊
- まんがこのミステリーが面白い!（ぶんか社 2007- 偶数月24日発売）隔月刊
- 実際にあった怖い話（大都社 2007- 奇数月24日発売）隔月刊
- 別冊サクラミステリーデラックス（メディアックス 2008- 偶数月21日発売）隔月刊
- 恋愛宣言Pinky（秋水社&大都社 2010-）隔月刊
  - petit Rose（秋水社&大都社 2012-）※恋愛宣言Pinky増刊、隔月刊

- mini SUGAR（秋水社&大都社 2009- 奇数月17日発売）隔月刊
  - mini Berry（秋水社&大都社 2011-）隔月刊
- HONKOWA（朝日新聞社&朝日新聞出版 2011-）隔月刊
- Nemuki+（朝日新聞出版 2013-）隔月刊
- ミステリーブランセレクション（青泉社 2013- 偶数月18日発売）隔月刊
- 50代からの私たち（メディアックス 2016- 、奇数月17日発売）隔月刊
- 涙・感動! 看護師ものがたり（メディアックス 2016- 、偶数月11日発売）※2020年4月に増刊扱いから独立創刊、2022年3月現在で雑誌コードを新規取得した最後の漫画雑誌
- ドラマチック愛と涙（メディアックス 2018-、奇数月29日発売）
  - 魔夏の怪談（メディアックス 2008-）※ドラマチック愛と涙増刊

### 季刊誌およびその増刊誌
- 別冊家庭サスペンス（セブン新社 2008- ）季刊

### 官能系
- 危険な愛体験Special（サニー出版 偶数月3日発売）※18禁扱い、隔月刊
- 官能愛体験DX（ブレインハウス&メディアソフト 2015- ）※18禁扱い、季刊

### ボーイズラブコミック誌
- MAGAZINE BE×BOY（リブレ 1993-2006年内復刊- 毎月7日発売）
- 花音（芳文社 1994- 毎月14日発売）
- Chara（徳間書店 1994- 偶数月22日発売）隔月刊
- Chara Selection（徳間書店 1995- 奇数月22日発売）隔月刊
- BE・BOY GOLD（リブレ 1995-2006年内復刊- 偶数月28日発売）隔月刊
- ディアプラス（新書館 1997- 毎月14日発売）
- Daria（フロンティアワークス 1997- 偶数月22日発売）隔月刊
- ルチル（幻冬舎コミックス&幻冬舎 1997- 奇数月22日発売）隔月刊
- drap（コアマガジン 2000- 毎月末日発売）
- GUSH（海王社 2003- 毎月7日発売）
- ihr HertZ（大洋図書 2003- 奇数月31日発売）隔月刊
- gateau（一迅社&講談社 2011- 毎月30日発売）
- シェリプラス（新書館 2011- 奇数月30日発売）隔月刊
- リンクス（幻冬舎コミックス&幻冬舎 2012-　偶数月9日発売）隔月刊
- エメラルド（KADOKAWA 2014-）※ヤングエース増刊、年3回刊

## 4コマ漫画誌

### 一般向け
- まんがタイム（芳文社 1981- 毎月7日発売）
- まんがタイムオリジナル（芳文社 1982- 毎月27日発売）
- まんがホーム（芳文社 1987- 毎月2日発売）
- まんがライフオリジナル（竹書房 1988- 毎月11日発売）

### 男性向け萌え系
- まんがタイムきらら（芳文社 2002- 毎月9日発売）
- まんがタイムきららキャラット（芳文社 2003- 毎月28日発売）
- まんがタイムきららMAX（芳文社 2004- 毎月19日発売）
- コミック電撃だいおうじ（KADOKAWA 2013- 毎月27日頃発売）※月刊コミック電撃大王増刊
- コミックキューン（KADOKAWA 2015- 毎月27日発売）

### 実話系
- 本当にあった愉快な話（竹書房 2000- 毎月30日発売）
- 増刊 本当にあった愉快な話（竹書房）※本当にあった愉快な話増刊

## ムック
- 本当にあった愉快な話 芸能プレミアム（竹書房 2015-）※バンブームック、季刊

## アンソロジーコミック

### 青年向け漫画
- ハルタ（KADOKAWA 2008-）※アンソロジーコミック、年10回刊
- 青騎士（KADOKAWA 2021-）※アンソロジーコミック、隔月刊

### 女性向け漫画
- 楽園 Le Paradis（白泉社 2009-）※アンソロジーコミック、年3回刊

### グルメ漫画
- 思い出食堂（少年画報社 2010-）※アンソロジーコミック、隔月刊
- ひとりごはん（少年画報社 2014-）※アンソロジーコミック、隔月刊
- みんなの食卓（少年画報社 2016-）※アンソロジーコミック、隔月刊
- ときめきごはん（少年画報社 2014-）※アンソロジーコミック、隔月刊
- ごはん日和（ぶんか社 2016-）※アンソロジーコミック

### ボーイズラブ漫画
- OPERA（茜新社 2005-）隔月刊
- Cab（東京漫画社 2009-）隔月刊
- Canna（プランタン出版&フランス書院 2010-）隔月刊
- onBLUE（祥伝社 2010-）隔月刊
- BABY（ふゅーじょんぷろだくと 2013-）隔月刊
- Qpano（竹書房、2015-）※増刊誌からアンソロジーコミックへ移行、不定期

### 動物漫画
- ねことも（秋水社&大都社 2009- 偶数月16日頃発売）隔月刊
- ねこぱんち（少年画報社 2006-）※アンソロジーコミック

### マニア向け漫画
- アックス（青林工藝舎 1998-）※アンソロジーコミック、隔月刊
- EYEMASK（蒼天社&開発社）※アンソロジーコミック、年2回刊
- トビオ（太田出版 2008-）※アンソロジーコミック、不定期刊

## 電子コミック誌

### 女性向けコミック誌
- モバフラ（小学館 2007- 毎月5,10,20,25日発売）
- &FLOWER（小学館 2017-毎週金曜日配信）
- 禁断Lovers（ぶんか社 2011-）
- 蜜恋ティアラ（ぶんか社 2015-）
- ストーリーな女たち（ぶんか社 2015-）
- 蜜恋ティアラMania（ぶんか社 2016-）
- ストーリーな女たち ブラック（ぶんか社 2017-）
- AmarE（インテルフィン 2018-）
- ストーリーな女たち（ぶんか社 2015-）
- 無敵恋愛S*girl Anette（ぶんか社 2016-）
- Love Silky（白泉社 2013- 毎月第3水曜日配信）
- モバイル恋愛宣言（秋水社 2014-）
- アネ恋♀宣言（秋水社 2014-）
- 極上ハニラブ（BookLive 2014-）※月刊
- Love Jossie（白泉社 2015-不定期）
- 毒りんごcomic（双葉社 2016-）
- ラブコフレ（大誠社 2015-）
- Colorful！（アイエムエー 2016-）
- 姉フレンド（講談社 2016- 毎月1日配信）
- comic Berry’s（スターツ出版 2016-）
- B's-LOG COMIC（KADOKAWA 2017- ）※紙媒体から移行。
- ショコラブ（リブレ 2017-）
- Pinkchieri（CLAPコミックス 2017-）
- ラブパルフェ（オーバーラップ 2017-）
- 花ゆめAi（白泉社 2018-[3]）
- comic tint（講談社 2018[4]-）
- 蜜恋ティアラ獣（ぶんか社 2018-）
- ラブキス！More（ぶんか社 2018-）
- comic RiSky（ぶんか社 2019-）
- comicタント（ぶんか社 2019-）
- noicomi（スターツ出版 2019[5]-）
- Berry's Fantasy（スターツ出版 2019-[6]）
- ホラーシルキー（白泉社 2019-）
- 少年ハナトユメ（白泉社 2020[7]-不定期）
- 恋愛天国（竹書房 2020- ）※紙媒体から移行。
- 黒蜜（白泉社 2020-[8]）
- Opa×Comi（プランタン出版 2021-）
- ダークネスな女たち（ぶんか社 2021-）
- comic ヤミツキ（ぶんか社 2021-）
- PRIMO（ぶんか社 2021-）
- comic meltyKILL（ぶんか社  2022-）
- コミックライドアイビー（マイクロマガジン社 2023-）
- 恋愛チェリーピンク（秋田書店 2023- ）※紙媒体から移行。
- comicルクス（ぶんか社  2024[9]-）

#### BLコミック誌
- 麗人uno！（竹書房 2011-）※月刊
- Qpa（竹書房 2011-）
- iHertZ（大洋図書 2011-）
- Char@（徳間書店 2012-）
- ルチルSWEET（幻冬舎コミックス 2012-）※WEBコミックサイトの電子雑誌版
- CIEL（KADOKAWA 2017-）
- drap milk（コアマガジン 2012-）※月刊
- GUSHmaniaEX（海王社 2013-）
- aQtto!（ジュリアンパブリッシング 2013-2017）→G-Lish（2017-）※月刊
- 花丸漫画（白泉社 2014-）
- モバイルBL宣言（秋水社 2014-）
- Fig（東京漫画社 2014-）
- enigma（オークラ出版 2015-）
- .Bloom（ホーム社&集英社 2016-）
- メロキス（ホーム社&集英社 2017-）
- LiQulle（オーバーラップ 2016-）※月刊
- Ficus box（ソルマーレ編集部 2016-）
- ハニーミルク（講談社 2016- 毎月10日配信）※月刊
- equal（笠倉出版社 2016-）※月刊
- comic marginal（双葉社 2017-）
- B.Pilz（ブライト出版 2017-）
- Charles Mag（メディアソフト 2017-）
- カチCOMI（秋田書店 2017-）
- PriaL（インテルフィン 2018-）
- kyapi! （芳文社 2018-）
- 君恋（集英社 2018-）※3号まで紙媒体も移行
- Tulle（ブライト出版 2018-）
- Strada+（道玄坂書房 2019-）
- fRag（心交社 2019-）※隔月刊
- BOY'Sピアス（ジュネット 2019- ）※紙媒体から移行。
- Adam（ブレインハウス 2019-）
- CRAFT（大洋図書 2019-）※紙媒体から移行。
- Spicy Whip（コスミック出版 2020-）
- comic picn（ジーオーティー 2020[10]-）
- from RED （シュークリーム 2020-）
- ＆.Emo（海王社 2020-）
- in-Pants（ブレインハウス 2021-）
- エストロ（幻冬舎コミックス 2021-）
- Chillche（双葉社 2023-）※comic marginal &hからリニューアル
- BaLmy（秋田書店 2024-）

### 男性向けコミック誌
- コミックヴァルキリーWeb版（キルタイムコミュニケーション 2012[11]-）※紙媒体から移行。後日WEBコミックサイトに再掲。
- コミックライド（マイクロマガジン社 2016-）※後日WEBコミックサイトに再掲。
- ハレム（白泉社 2018-）
- どこでもヤングチャンピオン（秋田書店 2019-）
- 漫画ゴラクスペシャル （日本文芸社 2020-）※紙媒体から移行。
- コミックライドアドバンス（マイクロマガジン社 2020[12]-）
- comicグラスト（スターツ出版 2021[13]-）
- ひふコミ（一二三書房 2024[14]-）
- コミックグロウル（ブシロードワークス 2025[15]-）

#### アダルトコミック誌
- コミックマグナム（ジーオーティー 2009-）
- WEB版コミック激ヤバ！（メディアックス 2010-）
- comicクリベロンDUMA（リイド社 2012-）
- コミックグレープ（ジーオーティー 2013-）
- メンズ宣言（秋水社 2014-）
- アナンガ・ランガ（BookLive 2015-）
- Webコミックトウテツ（一水社 2016-）
- 月刊Web男の娘・れくしょんッ！S（一水社 2016-）
- Web配信 月刊 隣の気になる奥さん （一水社 2017-）
- COMICオルガ（一水社 2019-）
- COMIC GEE（ブレインハウス 2019-）
- ダスコミ（文苑堂 2019- ）
- COMIC HOTMILK濃いめ（コアマガジン 2019- ）※紙媒体から移行。
- COMIC失楽天（ワニマガジン社 2020- ）※紙媒体から完全移行。
- G-エッヂ（ゲネシス 2020- ）
- COMICグーチョ（サイコロブックス 2021- ）
- comic Trigger（三和出版 2021- ）
- コミック刺激的SQUIRT!!（一水社 2022- ）※紙媒体から移行。
- サイベリアplus（ぶんか社  2022-）

- コミックラクウ（ぶんか社  2022-）
- COMIC X-EROS（ワニマガジン社）※2023年紙媒体から完全移行。

## ウェブコミック誌
※日本のウェブコミック配信サイト一覧を参照

## 漫画を多く掲載している雑誌
- ちゃぐりん（家の光協会 1961-）

### 女性向け雑誌
- ぷっちぐみ（小学館 2006- 毎月15日発売　対象年齢は5歳から10歳）※キャラクター雑誌

### 男性向け雑誌
- コンプティーク（KADOKAWA 1983-）
  - TYPE-MOONエース（2008-）不定期刊
- 電撃G's magazine（KADOKAWA 1993-）
- 幽（KADOKAWA 2004-）※怪談専門誌、ムック、年2回刊
- Vジャンプ（集英社 1992-）※ゲーム・カード情報誌
- MC☆あくしず（イカロス出版 2006-）※ミリタリー雑誌、季刊